# (9263) Харитон
(9263) Харитон (лат. Khariton) — типичный астероид главного пояса, открыт 24 сентября 1976 года советским астрономом Николаем Черных в Крымской астрофизической обсерватории и 24 июня 2002 года назван в честь советского и российского физика Юлия Харитона.

## Обнаружение и именование
(9263) Харитон
Открыт 24 сентября 1976 года в Крымской астрофизической обсерватории Н. С. Черных.
Юлий Борисович Харитон (р. 1904) — физик, действительный член Российской академии наук. Работал в области ядерной физики, горения и взрыва, а в 1939—1941 годах вместе с Я. Б. Зельдовичем рассчитал цепную реакцию деления урана.
Оригинальный текст (англ.)9263 Khariton
Discovered 1976 Sept. 24 by N. S. Chernykh at the Crimean Astrophysical Observatory.
Yulij Borisovich Khariton (b. 1904) is a physicist and member of the Russian Academy of Sciences. He worked in nuclear physics, on combustion and explosion, and during 1939-1941, together with Ya. B. Zel'dovich, calculated the chain reaction for the fission of uranium.
Источники: 20020624/MPCPages.arc; M.P.C. 46009.

## Орбита

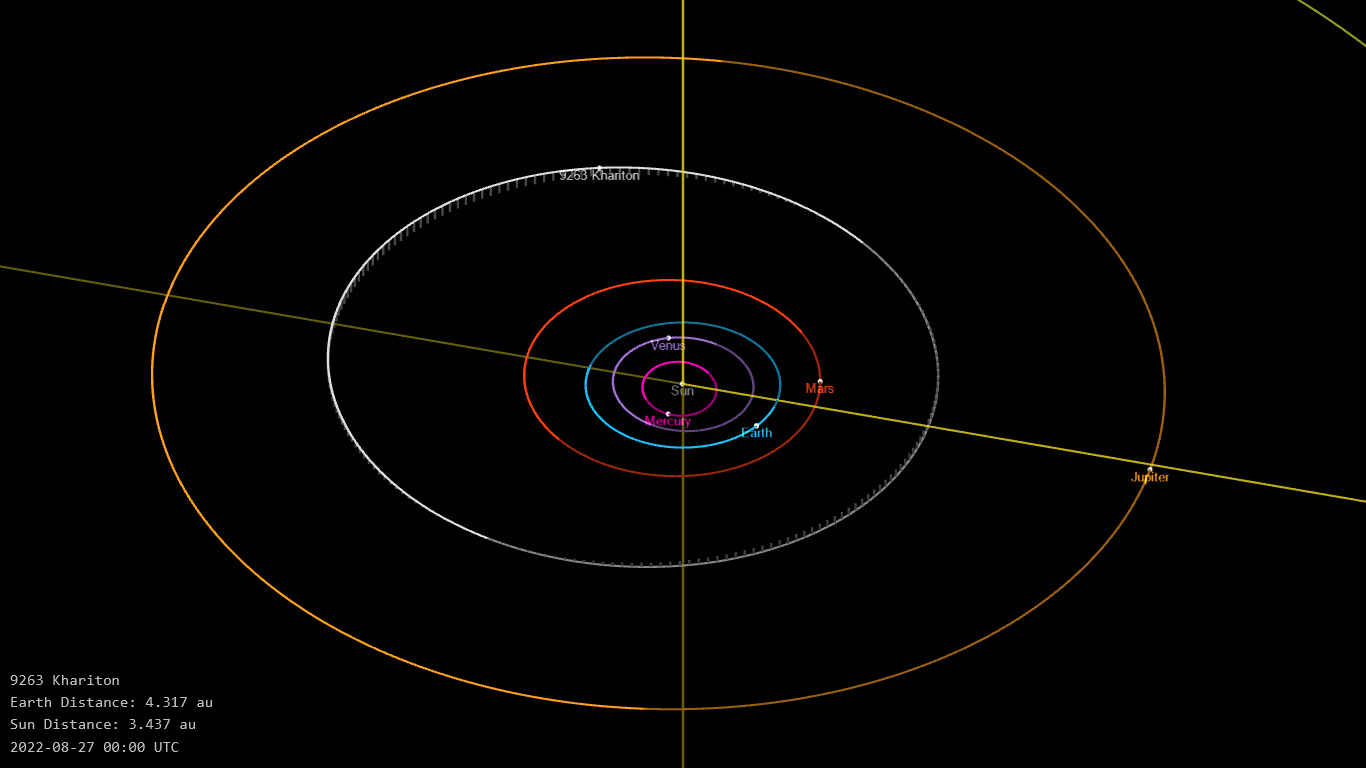
Орбита астероида Харитон и его положение в Солнечной системе

## Физические характеристики
Астероид относится к таксономическому классу C.
По результатам наблюдений системы телескопов панорамного обзора и быстрого реагирования Pan-STARRS и наблюдений системы последнего оповещения о столкновении астероида с Землей Asteroid Terrestrial-impact Last Alert System абсолютная звёздная величина астероида сначала оценивалась равной 13,60±0,27m, позже — 13,28±0,069m и 13,25±0,150m.